# 青岛地铁10号线
青岛地铁10号线是中华人民共和国山东省青岛市轨道交通中的一条地铁线路。

## 线路
10号线全长约38.7 km，线路全线位于城阳区和胶州市，起自河套街道，沿线主要经过国铁红岛站、红岛经济区中央智力岛、流亭机场、夏庄，止于惜福镇街道。

## 车站
10号线沿途共设20座车站，其中4座为换乘车站。

## 运营
10号线仍处于规划中，尚未开工建设或运营。

## 沿革
2015年8月，青岛市地铁工程建设指挥部办公室组织编制完成《青岛市城市轨道交通线网规划调整》（2015年），远景年方案涉及地铁10号线全线。